# Wskaźnik płynności gotówkowej
Wskaźnik płynności gotówkowej (wskaźnik płynności I stopnia, CSHR, z ang. cash ratio) – stosunek inwestycji krótkoterminowych do pasywów bieżących (zobowiązań krótkoterminowych). Wskazuje na zdolność firmy do regulacji bieżących zobowiązań za pomocą gotówki i jej ekwiwalentów.

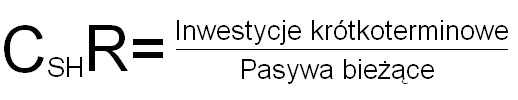

Przyjmuje się, że powinien zawierać się w przedziale 0,1–0,3.